# 林登 (科羅拉多州)
林登（英語：Lindon）是位於美國科羅拉多州華盛頓縣的一個非建制地區。該地的面積和人口皆未知。

## 地理
林登的座標為39°44′13″N 103°24′20″W / 39.73694°N 103.40556°W，而該地的平均海拔高度為1499米（即4918英尺）。